# Danh sách chính đảng tại Lào
Dưới đây là danh sách các đảng phái chính trị ở Cộng hòa Dân chủ Nhân dân Lào. Vì Lào là một nước độc đảng, nên điều này có nghĩa rằng chỉ có một chính đảng duy nhất là Đảng Nhân dân Cách mạng Lào mới được phép nắm giữ quyền lực thực sự dựa theo hiến pháp. Mặt trận Lào Xây dựng Đất nước đóng vai trò là một tổ chức quần chúng liên kết với đảng và được giao nhiệm vụ liên quan đến công dân ngoài đảng trong chính phủ và vấn đề văn hóa.

## Đảng phái chính trị cũ
- Ủy ban Quốc phòng vì lợi ích Quốc gia (thành lập năm 1958)
- Đảng Dân chủ (thành lập năm 1951)
- Đảng Độc lập (thành lập năm 1950)
- Đảng Nhân dân Lào (thành lập năm 1955)
- Đảng Xã hội Lào (nhóm lưu vong)
- Đảng Trung lập (thành lập năm 1949)
- Đảng Trung lập qua Hòa bình (thành lập năm 1955)
- Đảng Quốc gia Cấp tiến (thành lập năm 1950)
- Đại hội Nhân dân Lào (thành lập năm 1958)